# (2052) Tamriko
(2052) Tamriko (1976 UN) – planetoida z pasa głównego asteroid okrążająca Słońce w ciągu 5,22 lat w średniej odległości 3,01 au. Odkryta 24 października 1976 roku.